# Holíkova rezervace
Holíkova rezervace je přírodní památka poblíž obce Držková v okrese Zlín. Oblast spravuje Krajský úřad Zlínského kraje. Důvodem ochrany je smíšený les s převahou buku.

## Galerie

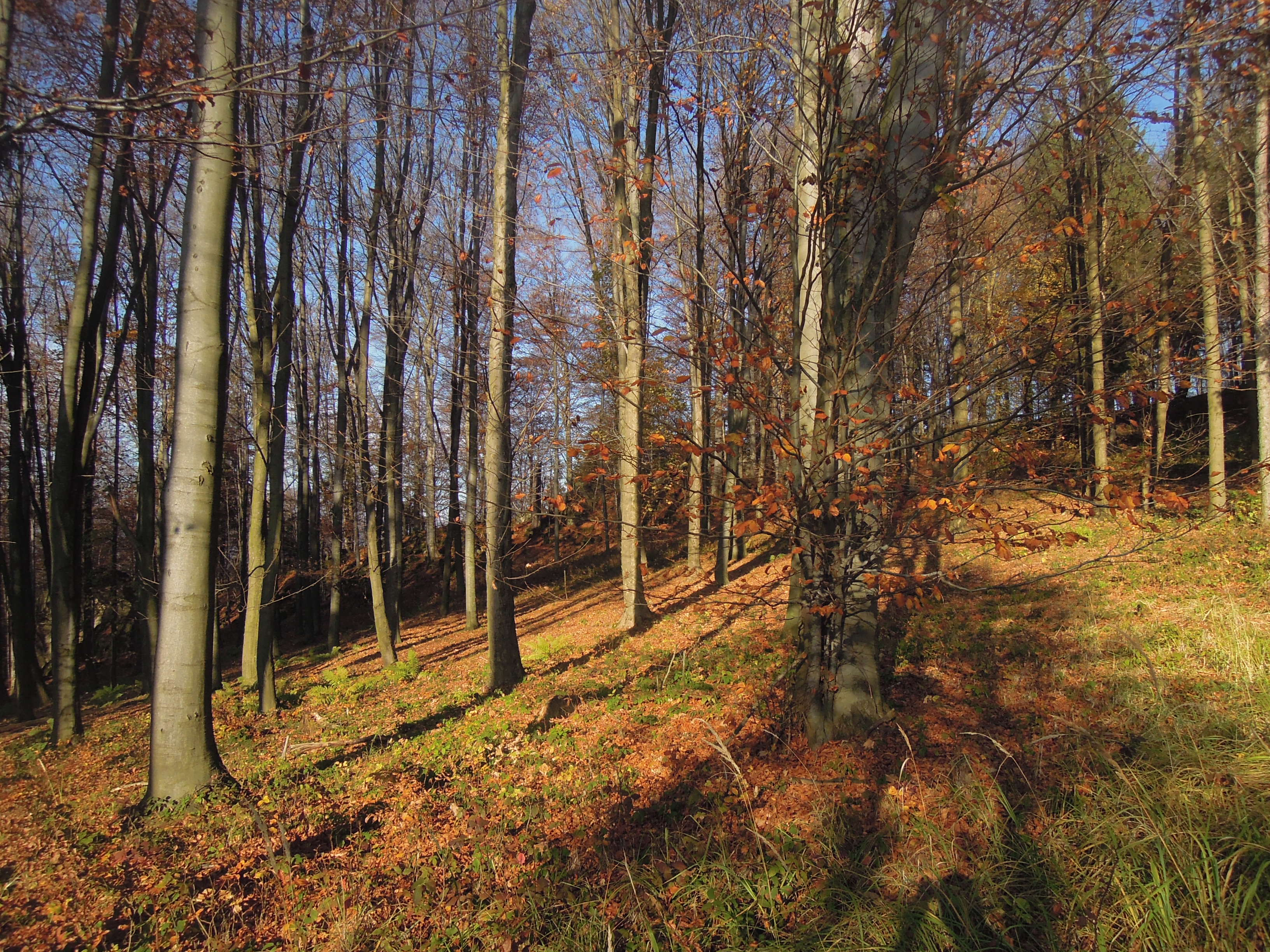
Přírodní památce dominuje především bukový lesní porost
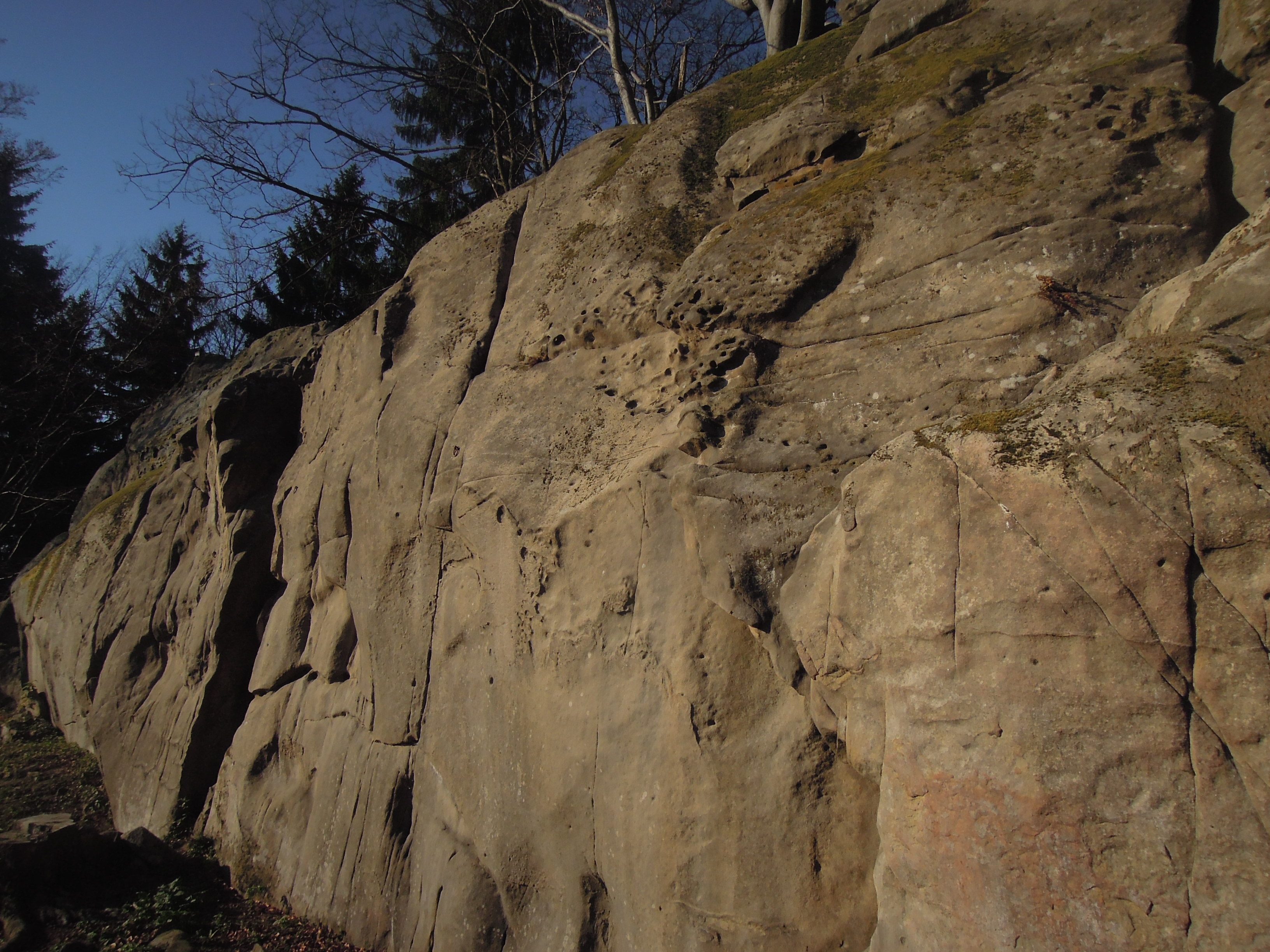
Součástí chráněného území jsou Zadní skály u Držkové
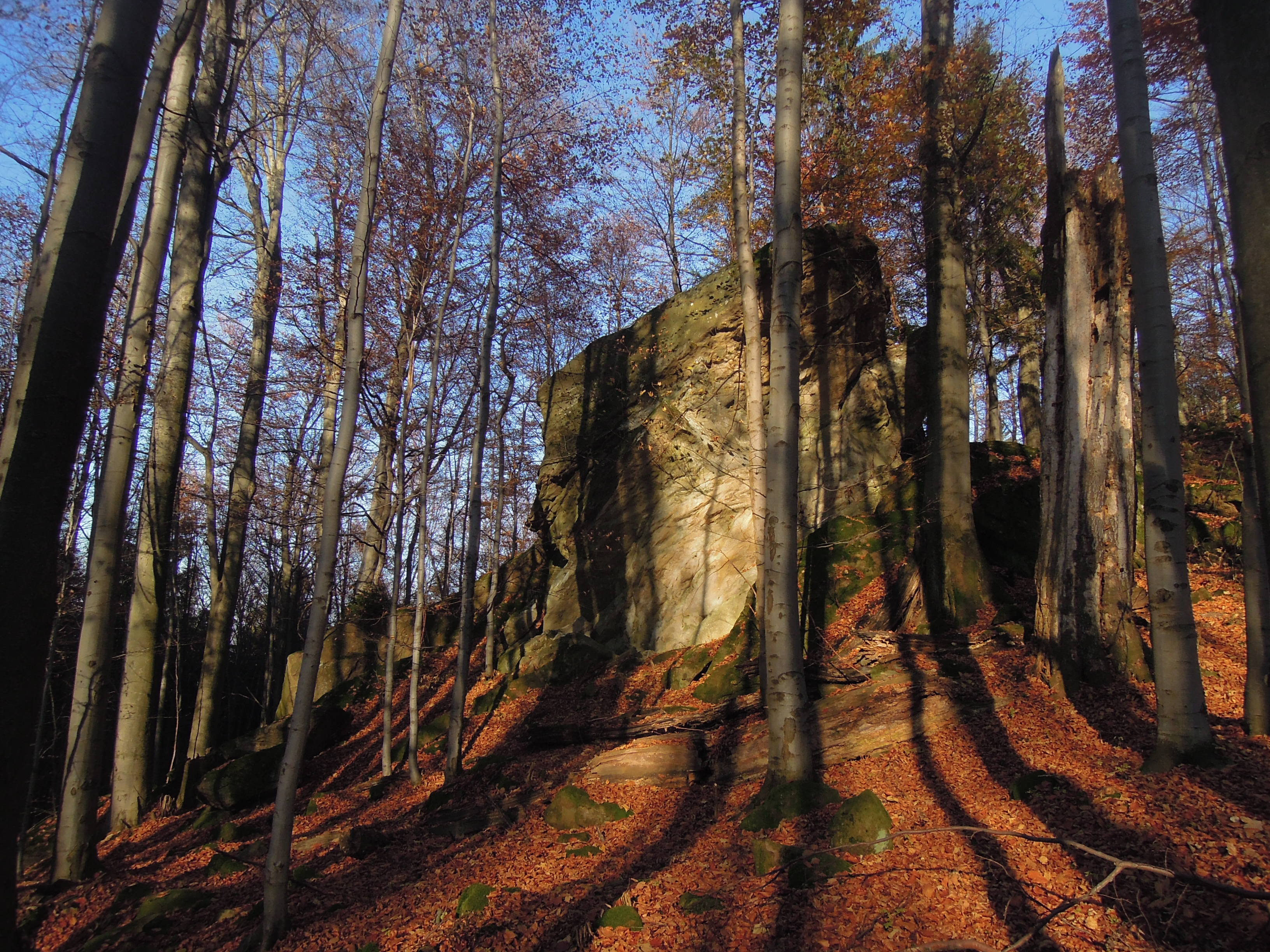
Nachází se zde řada dalších skal